# Bismita
La bismita és un mineral de la classe dels òxids que rep el seu nom de la seva composició química. Va ser descoberta l'any 1868, i la localitat tipus d'aquesta espècie prové de la mina Colavi, Machacamarca, Província de Cornelio Saavedra, Departament de Potosí, Bolívia. També se la coneix amb el nom de wismuthokker.

## Característiques
Químicament, la bismita és un triòxid de bismut: Bi₂O₃. És un mineral monoclínic, però la forma típica d'aparició és massiva i argilosa, sense vidres macroscòpics. El color varia de verd a groc. Té una duresa a l'escala de Mohs entre 4 i 5, i una gravetat específica de 8,5 a 9,5, bastant alta per a un mineral no metàl·lic. És polimorfa de l'esferobismoïta, que cristal·litza en el sistema tetragonal.
Segons la classificació de Nickel-Strunz, la bismita pertany a «04.CB: Òxids amb proporció metall:oxigen = 2:3, 3:5, i similars, amb cations de mida mitjana» juntament amb els següents minerals: brizziïta, corindó, ecandrewsita, eskolaïta, geikielita, hematites, ilmenita, karelianita, melanostibita, pirofanita, akimotoïta, auroantimonita, romanita, tistarita, avicennita, bixbyita, armalcolita, pseudobrookita, mongshanita, zincohögbomita-2N2S, zincohögbomita-2N6S, magnesiohögbomita-6N6S, magnesiohögbomita-2N3S, magnesiohögbomita-2N2S, ferrohögbomita-6N12S, pseudorútil, kleberita, berdesinskiita, oxivanita, olkhonskita, schreyerita, kamiokita, nolanita, rinmanita, iseïta, majindeïta, claudetita, estibioclaudetita, arsenolita, senarmontita, valentinita, esferobismoïta, sillenita, kyzylkumita i tietaiyangita.

## Formació
La bismita és un mineral secundari de les zones d'oxidació, que es forma a partir de minerals de bismut primaris. Va ser descrita per primera vegada a la mina Colavi, situada al districte miner de Machacamarca, a la província de Cornelio Saavedra (Potosí, Bolívia). Als territoris de parla catalana ha estat descrita a la mina Eureka (La Torre de Cabdella, Pallars Jussà)